# Billy Zane
William George Zane, Jr. (Chicago (Illinois), 24 februari 1966), beter bekend als Billy Zane, is een Amerikaans acteur. Hij won de prijs voor beste acteur op het B-Movie Film Festival 2000 (voor I Woke Up Early the Day I Died) en een Blockbuster Entertainment Award voor zijn rol in Titanic.
Zane is de zoon van Thalia en William George Zane, Sr.. De familie is van Griekse afkomst, de oorspronkelijke achternaam Zanikopolous werd door zijn grootouders ver-engelst. Zane heeft één zus die ook actrice is, Lisa Zane.
Zijn carrière begon in 1985, toen hij een bijrol kreeg in de film Back to the Future. Een aanzienlijke rol speelde hij in de kaskraker Titanic in 1997, waarin hij Caledon Hockley vertolkte. In Memphis Belle speelde hij mee als een van de bemanningsleden van de B-17 waarop de film gebaseerd is, hij was de bommenrichter en -werper. Zane speelde daarnaast John Justice Wheeler in aflevering 23 tot en met 26 van de televisieserie Twin Peaks en een gastrol in Charmed.
Zane was van 1989 tot en met 1995 getrouwd met Lisa Collins. Hij verloofde zich later opnieuw met actrice Kelly Brook, maar het stel ging in 2008 uit elkaar.

## Filmografie
- 2013: Scorned
- 2012: Two Jacks
- 2012: The Scorpion King 3: Battle for Redemption
- 2011: Sniper: Reloaded
- 2009: The Hessen Affair
- 2009: Mama, I Want to Sing!
- 2009: Love N' Dancing
- 2008: The Man Who Came Back
- 2008: Perfect Hideout
- 2007: Fishtales
- 2007: Alien Agent
- 2007: The Mad
- 2006: Memory
- 2006: Valley of the Wolves Iraq
- 2005: BloodRayne
- 2005: Three
- 2005: The Last Drop
- 2005: The Pleasure Drivers
- 2004: Silver City
- 2004: Big Kiss
- 2004: Dead Fish
- 2003: The Kiss
- 2003: Vlad
- 2003: Silent Warnings
- 2003: Imaginary Grace
- 2003: Starving Hysterical Naked
- 2002: Claim
- 2002: Landspeed
- 2001: Zoolander
- 2001: The Believer
- 2001: CQ
- 1999: Cleopatra
- 1999: Taxman
- 1999: Morgan's Ferry
- 1998: Susan's Plan
- 1998: I Woke Up Early the Day I Died
- 1998: Pocahontas II: Journey to a New World
- 1997: Titanic
- 1997: This World, Then the Fireworks
- 1996: Head Above Water
- 1996: The Phantom
- 1996: Danger Zone
- 1995: Tales from the Crypt: Demon Knight
- 1995: The Set Up
- 1994: Only You
- 1994: Reflections on a Crime
- 1994: Flashfire
- 1994: Il silenzio dei prosciutti (The Silence of the Hams)
- 1993: Tombstone
- 1993: Poetic Justice
- 1993: Posse
- 1993: Sniper
- 1993: Betrayal of the Dove
- 1992: Orlando
- 1991: Femme Fatale
- 1991: Miliardi
- 1991: Blood and Concrete
- 1990: Megaville
- 1990: Memphis Belle
- 1989: Dead Calm
- 1989: Back to the Future Part II
- 1989: Going Overboard
- 1986: Critters
- 1985: Back to the Future

- Bibsys: 98041153
- Biblioteca Nacional de España: XX1094331
- Bibliothèque nationale de France: cb140309197 (data)
- Catàleg d'autoritats de noms i títols de Catalunya: 981058527239506706
- CiNii: DA13520987
- Gemeinsame Normdatei: 142839388
- International Standard Name Identifier: 0000 0001 1952 0688
- Library of Congress Control Number: no95036283
- MusicBrainz: d60e682c-ade6-46d2-a99c-c7b1e2764a81
- Nationale Bibliotheek van Tsjechië: xx0042966
- Nationale bibliotheek van Australië: 40415750
- Nationale Bibliotheek van Israël: 987007360335005171
- Nationale Bibliotheek van Polen: a0000001645729
- Nederlandse Thesaurus van Auteursnamen: 162540590
- SNAC: w6k65dnj
- Système universitaire de documentation: 059925639
- Trove: 1446733
- Virtual International Authority File: 85571839
- WorldCat: E39PBJjCQFFpjhjc8J9wwg69Xd